# 北川秀樹
北川 秀樹（きたがわ ひでき、1953年11月23日 - ）は京都市出身の法政策学者。専門は環境法政策、環境学、中国行政法。龍谷大学名誉教授。大阪大学博士（国際公共政策）。

## 経歴

### 学歴
- 1979年 – 京都大学法学部卒業
- 1994年 – 立命館大学大学院国際関係研究科博士前期課程入学
- 1996年 - 同課程修了、修士号取得
- 1996年 – 大阪大学大学院国際公共政策科博士後期課程入学
- 1999年 - 同課程修了、博士号取得（国際公共政策）論文の題は「中国の環境汚染に関する分析と考察：沿革、現況及びその課題」[1]。

### 職歴
- 1979年 – 京都府庁職員となる
- 1990年 - 資源調整課指導係長（大規模開発担当）
- 1992年 - 文化芸術室係長、同室長補佐
- 1996年 - 環境企画課課長補佐
- 1998年 - 地球環境対策推進室主幹
- 2000年 - 地球環境対策推進室室長
- 2002年 - 京都府庁退職
- 2002年 - 龍谷大学法学部助教授
- 2005年 - 同教授
- 2011年 - 同政策学部教授
- 2012年 - 人間文化研究機構・総合地球環境学研究所客員教授～2013年
- 2016年 - 社会科学研究所長
- 2019年 - 大学院政策学研究科長
- 2022年 - 龍谷大学を定年退職し、同大学名誉教授の称号を受ける
- 2022年 - 行政書士北川秀樹事務所開設

### 所属学会等
- 日本現代中国学会（常務理事･関西部会代表2015年～2018年）
- 日本環境学会（幹事）
- 環境法政策学会
- 環境経済政策学会
- 環境アセスメント学会
- アジア政経学会
- 京都府宇治田原町環境審議会（会長（2003年～現在））
- 日本学術振興会特別研究員等審査会(専門委員、同国際事業委員会書面審査員（2013年～2014年））

### 受賞
- 第1回太田勝洪中国学術研究賞受賞（「中国における戦略的環境アセスメント制度」『現代中国(日本現代中国学会誌)』78号、2004年）
- 陝西省林業庁より、植樹協力の貢献に対して「栄誉証書」授与される（2012年）。

## 研究の特色等
北川は、京都府庁における環境行政の実務経験を経たのち、大学や学会等において我が国の環境問題に留まらず、アジアから国際社会の環境問題をとらえる方向へと研究領域を広げていった。
特に経済成長が著しい中国においては1978年の改革開放政策以降、急速な経済発展によって環境汚染や自然の破壊が進行し住民の健康や生活に大きな脅威となった。北川はこれらの問題の解決を図るため、どのような法政策の設計（編著『中国の環境問題と法』）、執行が望ましいかについて追究してきた。とりわけ、環境政策形成過程において住民、環境団体の参加を得ながらどのように合意形成を図り環境に配慮した地域社会を構築していくかに注目してきた。気候変動、森林保全（植樹協力の貢献に対する「栄誉証書」授与）、生活廃棄物、環境アセスメント領域（「中国における戦略的環境アセスメント制度」『現代中国』78号）にも特に関心を持ってきた。　　　　　　　　　　　　　　　　　
近年は台湾にも足を運び、東アジア全体を対象にした環境ガバナンス（『流域環境ガバナンスに関する日中共同セミナー』）と情報交流の研究を継続している。

## 著作等

### 著書
- 『病める巨龍・中国』文芸社、2000年

### 共著書
- 『はじめての環境学（第2版）』増田啓子共著、法律文化社、2012年
- 『グローバル化のなかの現代中国法（第2版）』成文堂、 2009年
- 『現代中国法講義（第3版）』法律文化社、NJ叢書、2008年

### 編著書
- 『中国の環境問題と法・政策-東アジアの持続可能な発展に向けて-』（編著）法律文化社、2008年
- 『中国の環境法政策とガバナンス-執行の現状と課題-』（編著）晃洋書房、2012年
- 『中日干旱地区開発輿環境保護論文集（中国語）』郭俊栄、村松弘一、金紅実共編著、西北農林科技大学出版社、2012年
- 『現代中国法の発展と変容-西村幸次郎先生古稀記念論文集』石塚迅・三村光弘・廣江倫子共編著、成文堂、2013年
- 『町家と暮らし-伝統、快適性、低炭素社会の実現を目指して-』増田啓子共編著、晃洋書房、2014年
- 『中国乾燥地の環境と開発-自然、生業と環境保全-』(編著)龍谷大学社会科学研究所叢書第104巻、成文堂、2015年
- 『流域ガバナンスと中国の環境政策-日中の経験と知恵を水利用と環境保全の調和に活かす-』窪田順平共編著、白桃書房、2015年
- 『Environmental Policy and Governance in China』 Springer Verlag、2017年
- 『東アジアの環境政策と課題』（編著）日本評論社、2023年

### 監訳書
- 『中国の環境ガバナンスと東北アジアの環境協力』包茂紅著、はる書房、2009年

## 社会貢献活動
- 2002年 - 特定非営利活動法人・環境保全ネットワーク京都設立 代表理事就任現在まで。中国陝西省西安市長安区、黒河ダム、富平県、三原県、淳化県において植樹協力。

## 公的資金による研究
- 2005-2006年度 - 科学研究費補助金・基盤研究C『中国の環境影響評価制度における公衆参加と環境利益の保護に関する研究』、研究代表者。
- 2008-2010年度 - 科学研究費補助金・基盤研究Ｂ(海外学術研究)『中国の地方政府における環境法政策の執行と環境ガバナンスの向上に関する研究』、研究代表者。
- 2010年度 – 鳥取大学乾燥地研究センター・研究集会『中国森林政策と緑化協力』
- 2011-2013年度 - 龍谷大学社会科学研究所指定研究、『乾燥地における大規模開発と環境保全政策に関する研究』研究代表者。
- 2012-2013年度 - 科学研究費補助金・挑戦的萌芽、『中国の半乾燥地域の都市と農村における水資源の配分と効率的利用に関する研究』研究代表者。
- 2011-2014年度 - 科学研究費補助金・基盤研究Ａ(海外学術研究)『中国の地方政府における環境ガバナンスと環境紛争解決機能の向上に関する研究』研究代表者。
- 2015-2018年度 - 科学研究費補助金・基盤研究Ａ(海外学術研究)『中国の環境政策・環境訴訟における公衆参加と環境保護組織に関する研究』

## 日本学術振興会国際交流事業
- 外国人招へい研究者(短期) 北京大学法学院教授・汪勁(2015年)の受入研究者。
- 二国間交流事業セミナー『流域環境ガバナンスに関する日中共同セミナー』日本側代表者。